# Gare de Shibuya
La gare de Shibuya (渋谷駅, Shibuya-eki) est une gare ferroviaire majeure de la ville de Tokyo au Japon. Elle est située dans l'arrondissement de Shibuya qui lui donne son nom. La gare est desservie par les lignes des compagnies JR East, Tokyo Metro, Tōkyū et Keiō.

## Situation ferroviaire
La gare de Shibuya est située au point kilométrique (PK) 7,2 de la ligne Yamanote et au PK 5,2 de la ligne Saikyō.
Elle marque le début des lignes Ginza, Hanzōmon, Den-en-toshi, Tōyoko et Inokashira, ainsi que la fin de la ligne Fukutoshin.

## Histoire

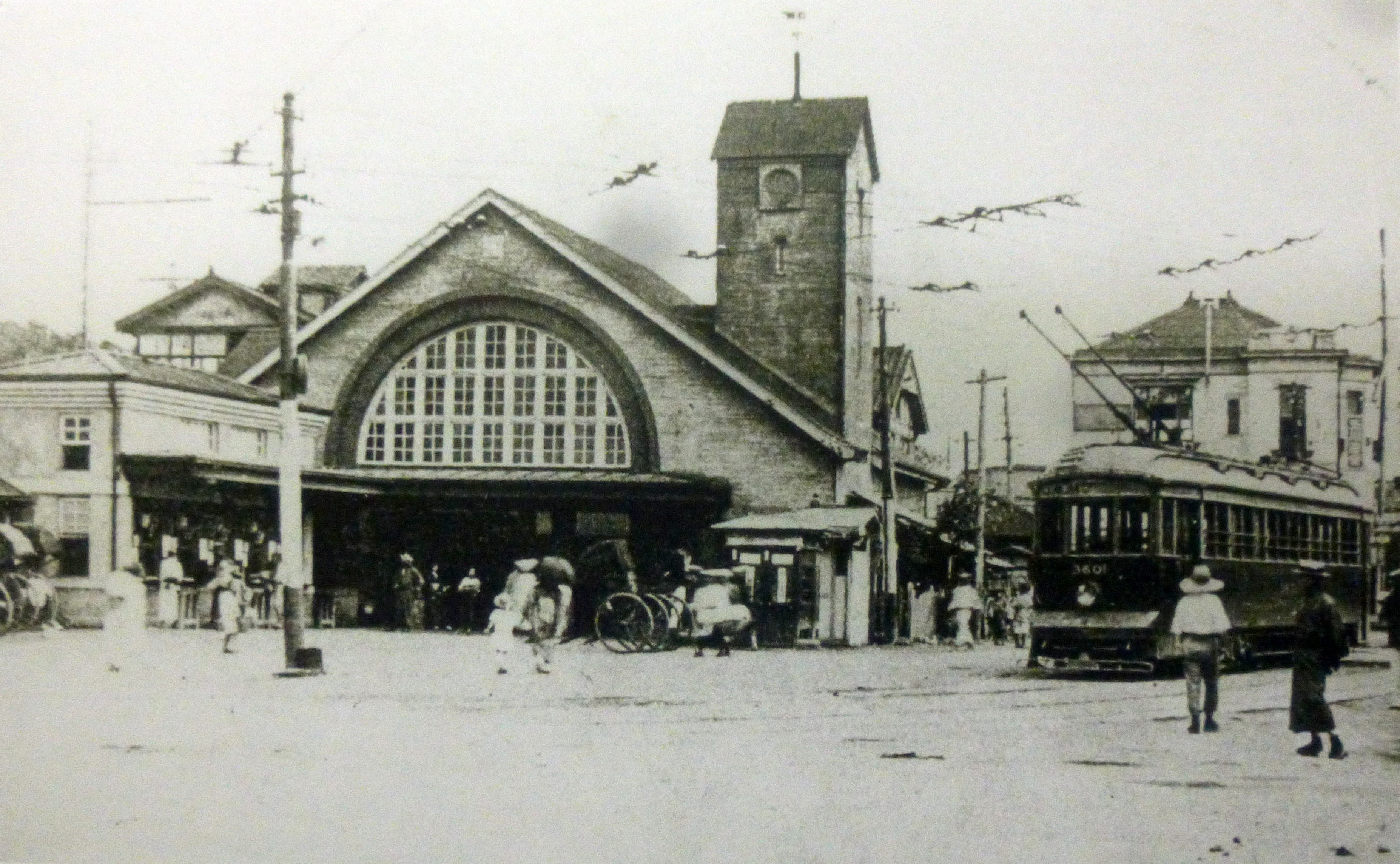
La gare de Shibuya dans des années 1920.

La gare de Shibuya a été inaugurée le 1er mars 1885 sur la ligne Akabane-Shinagawa, devenue aujourd'hui la ligne Yamanote.
En 1938, la Tōkyō Rapid Railway prolonge sa ligne de métro à Shibuya, devenue aujourd'hui la ligne Ginza. Deux autres lignes de métro arriveront ensuite : la ligne Hanzōmon en 1978 et la ligne Fukutoshin en 2008.
En juin 1946, un violent affrontement entre bandes rivales japonaises connu sous le nom d'incident de Shibuya se déroula près de la gare.
La gare de Shibuya est actuellement au cœur d'un vaste projet de redéveloppement immobilier du quartier. En 2012, la tour Shibuya Hikarie voit le jour. En 2013, l'ancien terminus de la ligne Tōkyū Tōyoko a été fermé pour permettre l'interconnexion avec la ligne Fukutoshin. Depuis 2015, des travaux sont faits pour rapprocher les quais des lignes Saikyō et Shōnan-Shinjuku d'un nouveau quai central desservant la ligne Yamanote. Le 3 janvier 2020, le nouveau terminus de la ligne Ginza ouvre.
Attenante, la tour Shibuya Stream est en construction, pour une ouverture prévue à l'automne 2018. Trois autres bâtiments seront construits au-dessus de la gare, dont un gratte-ciel appelé Tour Est de 46 étages, 7 étages en sous-sol, et 230 mètres de hauteur, achevé en 2019. Les deux autres bâtiments, Central et Ouest, sont prévus pour 2027. Les architectes sont Nikken Sekkei, Kengo Kuma et SANAA. Finalement, il est annoncé que ces deux bâtiments ne seront terminés qu’en 2031 et que les alentours ne seront terminés qu’en 2034.

## Service des voyageurs

### Accueil
La gare de Shibuya est ouverte tous les jours.
En 2013, la fréquentation quotidienne de la gare était de plus de 3,1 millions de voyageurs en moyenne, ce qui en fait la 2e gare la plus fréquentée de Tokyo, après celle de Shinjuku.

### Desserte

#### JR East

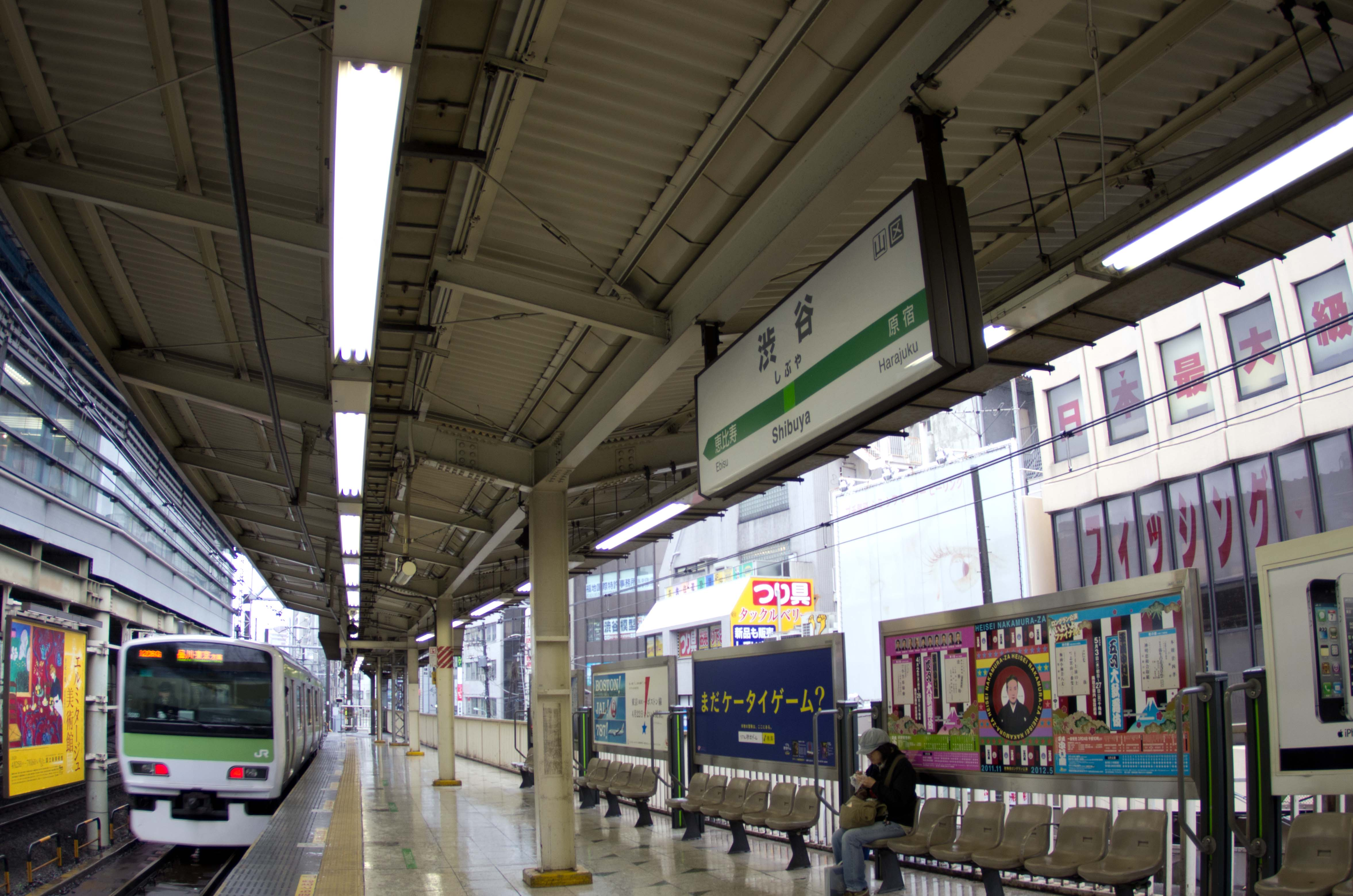
Quai de la ligne Yamanote.

Les quais sont situés en surface.
| 1 | JY Ligne Yamanote        | Shinagawa ・ Tokyo                                                                              |
| 2 | JY Ligne Yamanote        | Shinjuku ・ Ikebukuro                                                                           |
| 3 | JA Ligne Saikyō          | Shinjuku ・ Ōmiya ・ Kawagoe (par la ligne Kawagoe)                                             |
| 3 | JS Ligne Shōnan-Shinjuku | Shinjuku ・ Ōmiya ・ Utsunomiya (par la ligne Utsunomiya) ou Takasaki (par la ligne Takasaki)   |
| 4 | JA Ligne Saikyō          | Ōsaki ・ Shin-Kiba (par la ligne Rinkai) ou Nishiya (par la ligne Sōtetsu Shin-Yokohama)        |
| 4 | JS Ligne Shōnan-Shinjuku | Yokohama ・ Ōfuna ・ Zushi (par la ligne Yokosuka) ou Odawara (par la ligne principale Tōkaidō) |

#### Tokyo Metro (ligne Ginza)

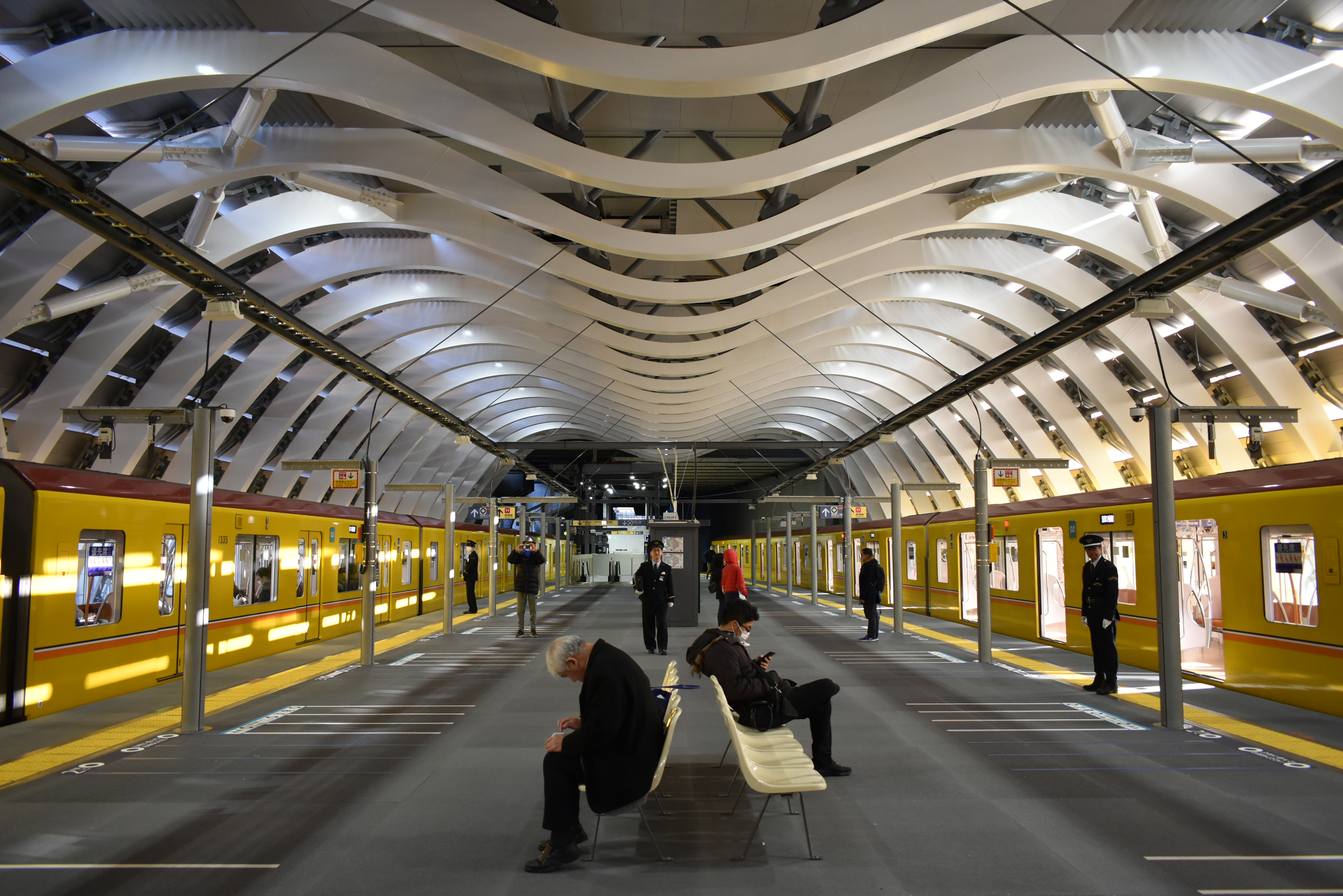
Quai de la ligne Ginza.

Le terminus de la ligne Ginza est situé au 3e étage de la gare.
| 1・2 | G Ligne Ginza | Asakusa |

#### Tokyo Metro et Tōkyū
Les lignes Hanzōmon et Den-en-toshi sont interconnectées, ainsi que les lignes Fukutoshin et Tōyoko. Les quais sont en sous-sol.
| 1    | DT Ligne Tōkyū Den-en-toshi | Futako-Tamagawa ・ Nagatsuta ・ Chūō-Rinkan                                                                 |
| 2    | Z Ligne Hanzōmon            | Oshiage ・ Minami-Kurihashi ・ Kuki (par la ligne Tōbu Skytree)                                             |
| 3・4 | TY Ligne Tōkyū Tōyoko       | Yokohama ・ Motomachi-Chūkagai (par la ligne Minatomirai)                                                   |
| 5・6 | F Ligne Fukutoshin          | Kotake-Mukaihara ・ Hannō (par la ligne Seibu Yūrakuchō) ・ Wakōshi ・ Shinrinkōen (par la ligne Tōbu Tōjō) |

#### Keiō
Les quais Keiō sont situés au deuxième étage de l'immeuble Shibuya Mark City, à l'ouest de la gare.
| 1・2 | Ligne Keiō Inokashira | Kichijōji |

### Intermodalité
Un terminal de bus se trouve à l'ouest de la gare.

## Autour de la gare

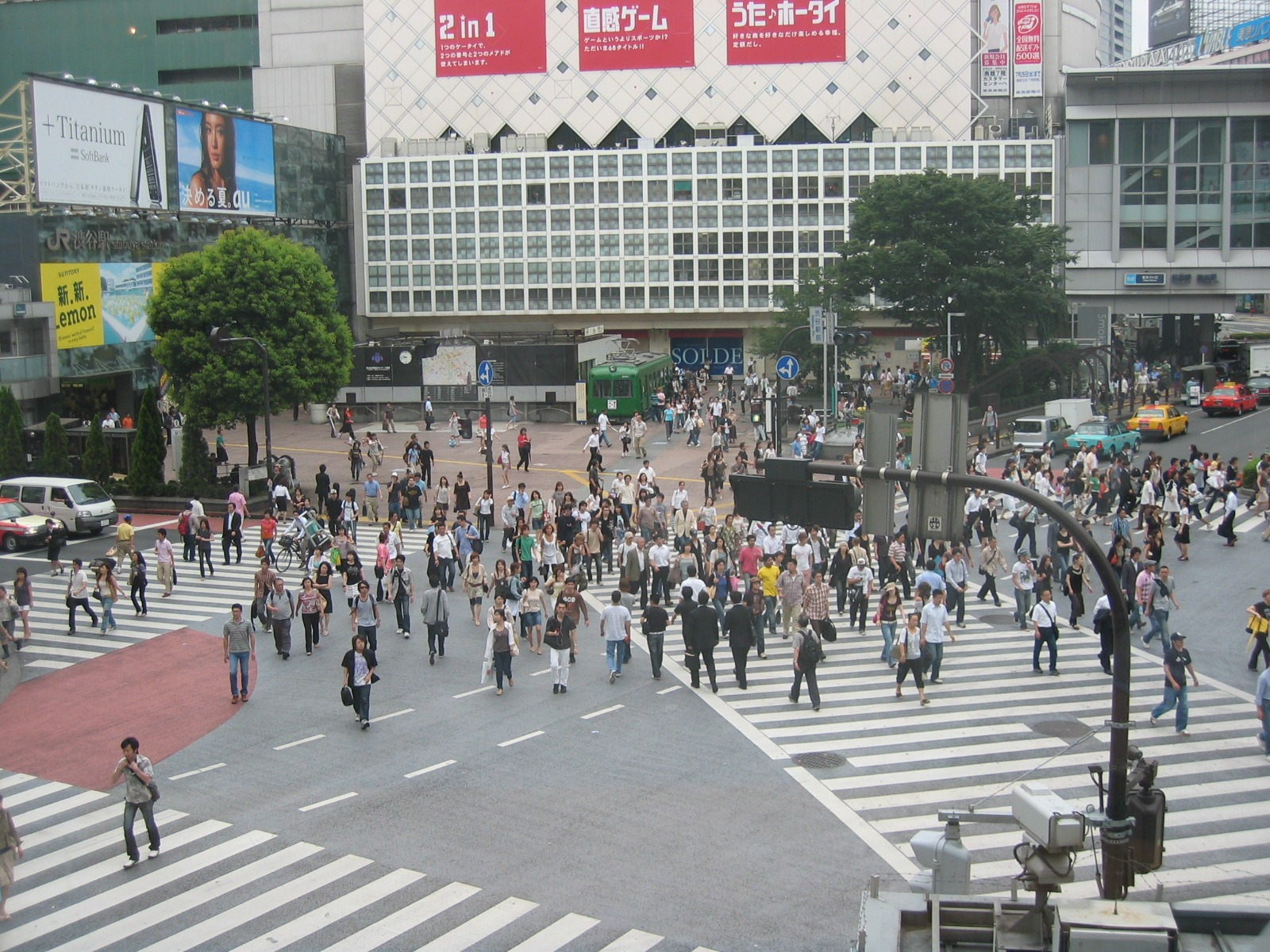
Le carrefour et la sortie Hachikō de la gare.

- Près de la gare de Shibuya se trouve une petite statue du chien Hachikō qui, durant l'entre-deux-guerres, resta fidèle à son maitre même après le décès de celui-ci, ceci jusqu'à sa propre mort dix ans plus tard et dont on honore la mémoire encore aujourd'hui. La place où se trouve cette statuette est un haut lieu de rendez-vous.
- Le Shibuya Crossing est l'un des carrefours les plus fréquentés du monde.